# Agent antistatique

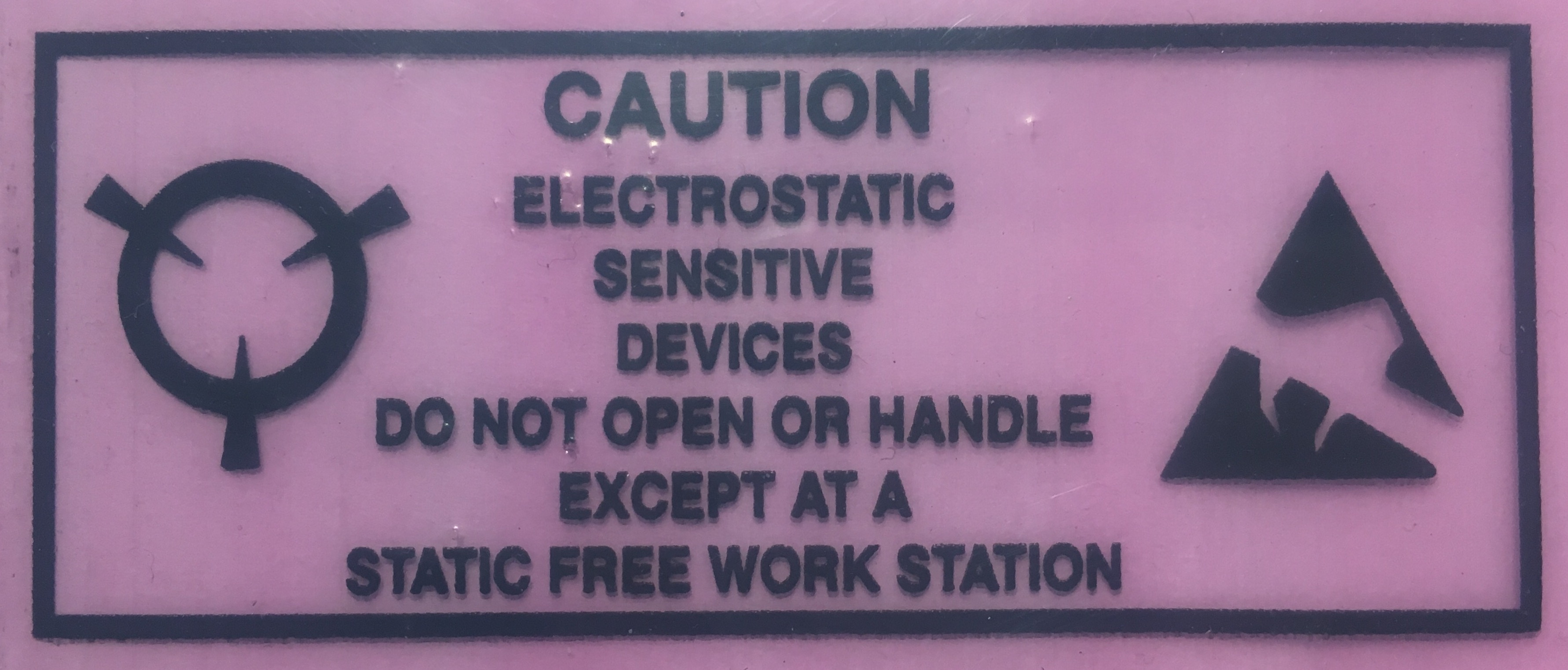
Panneau avertissant de la présence d'engins sensibles à l'électricté statique.

Un agent antistatique est un composé utilisé pour le traitement des matériaux ou de leurs surfaces dans le but de réduire ou d'éliminer l'accumulation d'électricité statique causée généralement par effet triboélectrique.

## Classification
Un agent antistatique peut être :
- un conducteur : son rôle est alors de rendre la surface ou le matériau lui-même peu conducteur. L'oxyde d'indium-étain peut être utilisé par exemple comme agent d'enrobage antistatique transparent pour les fenêtres. Les polymères conducteurs sont une autre possibilité. Le PEDOT:PSS est ainsi proposé par Bayer comme revêtement antistatique sous le nom de Baytron P pour de nombreuses applications, comme dans des pellicules photographiques de la marque Agfa ;

- un tensioactif : son rôle est alors d'absorber l'humidité de l'air. Les molécules de ce type d'agent antistatique présentent à la fois des parties hydrophiles et d'autres hydrophobes ; le côté hydrophobe interagit avec la surface du matériau, alors que le côté hydrophile interagit avec l'humidité de l'air et « capture » les molécules d'eau. Les agents antistatiques les plus communs sont basés sur des amines et des amides à longues chaînes aliphatiques (parfois éthoxylés), des sels d'ammoniums quaternaires (comme le chlorure de béhentrimonium ou la bétaïne de cocamidopropyle), des esters d'acide phosphorique, des esters de polyéthylène glycol ou des polyols.

Un agent antistatique peut être aussi :
- interne : il est conçu pour être intégré directement au matériau, exemple : les poudres métalliques ;
- externe : il est appliqué à la surface du matériau, exemple : les fils métalliques.

## Utilisation
Les utilisations des agents antistatiques peuvent aller de l'élimination de l'attraction de la poussière à celle de la réduction de l'inflammation des mélanges explosifs par l'étincelle de déchargement. Les agents antistatiques sont ainsi ajoutés à certains carburants jet afin de leur conférer une conductivité électrique et d'éviter la création d'une charge statique pouvant conduire à enflammer les vapeurs de carburant par une étincelle. Le Stadis 450, avec comme ingrédient actif l'acide dinonylnaphtylsulfonique (DINNSA), est l'agent ajouté à certains carburants distillés, solvants, carburants jet commerciaux et au carburant militaire JP-8. Le Stadis 425 est un composé similaire, utilisé pour la distillation de carburants et de solvants.